# John P. Fulton
John P. Fulton, A. S. C. (noviembre de 1902, Beatrice, Nebraska — julio de 1966, Londres, Inglaterra) fue un supervisor de efectos especiales estadounidense y director de fotografía. Su trabajo incluyó la separación del Mar Rojo en Los Diez Mandamientos (1956).

## Biografía
A pesar de que Fulton comenzó su vida adulta como un topógrafo, se involucró en la industria del cine después de aceptar un trabajo como ayudante de cámara en la compañía de D. W. Griffith. Esto le llevó a un puesto de trabajo en el estudio de Frank D. Williams en Los Ángeles, donde Fulton aprendió los conceptos básicos de composición óptica y fotografía travelling matte , que le servirían para el resto de su carrera. Con el tiempo se convirtió en un operador de cámara y trabajó como director de fotografía en su primer crédito oficial en 1929 con el drama sonoro Ella se va a la Guerra. Sus experimentos y experiencia con el trabajo de cámara finalmente lo llevarían al departamento de efectos especiales de Universal Pictures, colaborando en los efectos especiales del hito del cine de terror Frankenstein de 1931. Fulton finalmente se convirtió en jefe del departamento de efectos especiales en Universal.
Fulton perduró su precoz éxito como supervisor de efectos especiales con una serie de memorables películas, muchas de ellas del género de terror, como Air Mail de John Ford y La Momia en 1932. Al año siguiente creó algunos de los más sorprendentes efectos de la época en El hombre invisible , así como La novia de Frankenstein, de 1935. Entre otros proyectos de cine, ha trabajado en los efectos especiales para las tres secuelas generadas por el éxito del Hombre Invisible, y recibió una nominación a los Oscars por su trabajo en las tres películas, así como por el musical de 1940 The Boys from Syracuse. Mientras fue prestado a Samuel Goldwyn en 1945, obtuvo un Óscar a los mejores Efectos Especiales por su trabajo en Wonder Man, la fantasía de Danny Kaye.
En 1953, sin embargo, después de la muerte de Gordon Jennings, A. S. C., se convirtió en el líder del departamento de efectos de especiales de Paramount Pictures, lo que lo llevó a su trabajo en Cuando ruge la marabunta (1954), La senda de los elefantes (1954), La ventana indiscreta de Alfred Hitchcock (1954), Sabrina de Billy Wilder (1954), y Los puentes de Toko-Ri (1954). Fulton ganó su segundo Óscar por Los puentes de Toko-Ri.
Fulton también se hizo conocido por sus colaboraciones con Alfred Hitchcock. A pesar de que había trabajado en Sabotaje de 1942, los dos no comenzaron sus frecuentes colaboraciones hasta 1954 en La ventana indiscreta. El trabajo de Fulton para Hitchcock culminó con Vértigo en 1958. A pesar de que la película encontró una tibia recepción cuando se estrenó, se ha ganado el estatus de legendaria en los últimos años, especialmente por sus innovadores efectos especiales. En 1957, Fulton ganó su último Óscar a los Mejores Efectos Especiales por su trabajo en Los Diez Mandamientos  (1956) de Cecil DeMille, en la que él abrió el Mar Rojo, entre otros impresionantes efectos especiales fotográficos.
Después de dejar la Paramount Pictures a principios de los 60, Fulton continuó trabajando hasta su muerte en 1966. Mientras trabajaba en España en la La batalla de Inglaterra (1969), contrajo una rara infección y murió poco después en un hospital de Londres .
El trabajo de John P. Fulton incluye unas 250 películas que abarcan casi cuatro décadas. Su hija Joanne Fulton, recordó su vida y su carrera en una entrevista de 18 páginas en el libro A Sci-Fi Swarm and Horror Horde (McFarland & Co., 2010) de Tom Weaver.

## Premios y distinciones
Premios Óscar
| Año  | Categoría                  | Película                   | Resultado |
| ---- | -------------------------- | -------------------------- | --------- |
| 1941 | Mejores efectos especiales | Muchachos de Siracusa      | Nominado  |
| 1941 | Mejores efectos especiales | El Hombre Invisible Vuelve | Nominado  |
| 1942 | Mejores efectos especiales | La mujer invisible         | Nominado  |
| 1943 | Mejores efectos especiales | El espía invisible         | Nominado  |

- - 1945: Ganó por Wonder Man (Goldwyn; RKO Radio) - John P. Fulton, ASC (efectos fotográficos)
  - 1955: Ganó por Los Puentes de Toko-Ri (Paramount) - John P. Fulton, ASC (efectos fotográficos)
  - 1956: Ganó por Los Diez Mandamientos (DeMille; Paramount) - John P. Fulton, ASC (efectos fotográficos)